# Velomobil

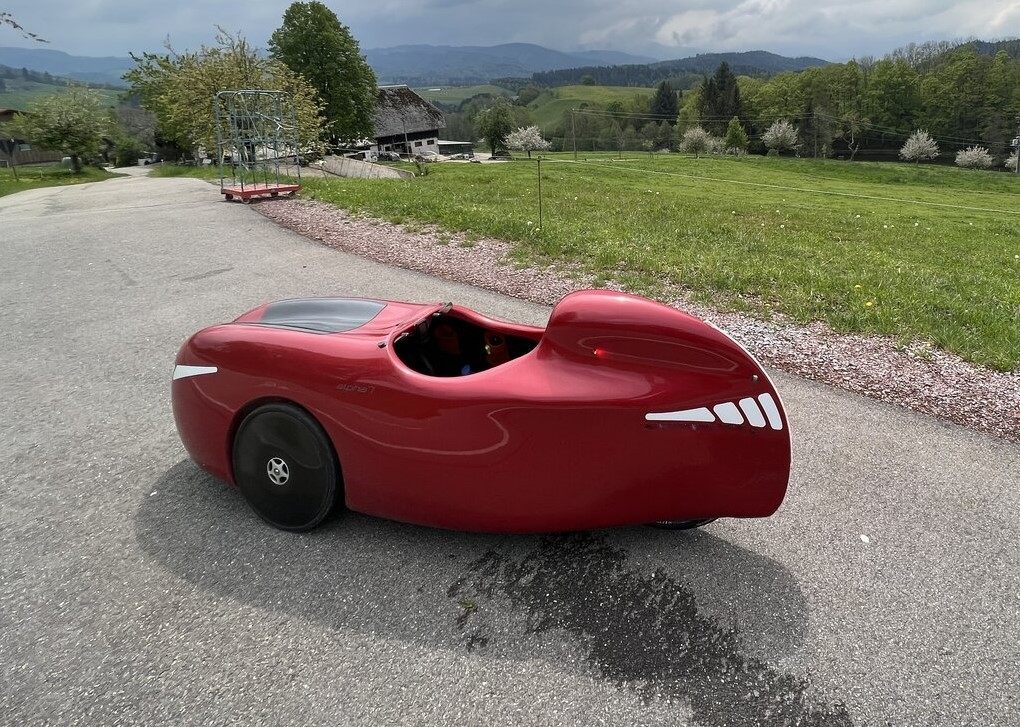
Alpha 7 Velomobil bei St. Märgen

Ein Velomobil (Kofferwort aus frz. „vélo“ bzw. schweizerdt. „Velo“ – Fahrrad und -mobil in Anlehnung an „Automobil“) ist ein muskelkraftbetriebenes Fahrzeug, das mit einer geschlossenen Verkleidung (Stromlinienverkleidung) ausgestattet ist, die den Fahrer vor Fahrtwind und Regen schützt. Velomobile wurden anfangs oft aus Liegedreirädern entwickelt und haben in der Regel drei Räder.
Vom Zweck und von der Bauform her sind Velomobile meist deutlich sportlicher ausgelegt als zum Beispiel Rikschas; außerdem sind sie leicht. Unterstützung durch Motoren ist oft möglich.

## Bauform und Konstruktion

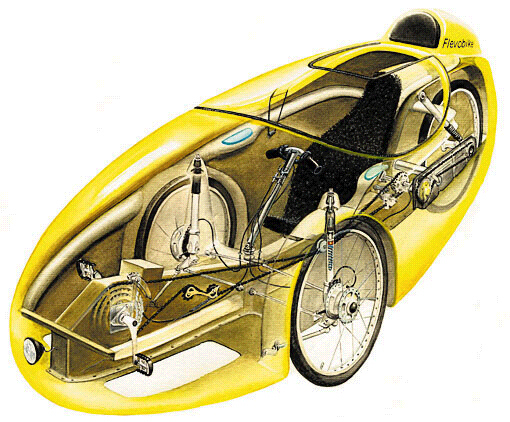
Aufbau eines Velomobils

Manche Velomobile sind vollverschalte Liegedreiräder, die auch ohne Verschalung gefahren werden können. Dazu zählen die/das LeiTra (Leichter individueller Transport, seit 1980 gebaut von Carl Georg Rasmussen (* 1935)) und das Thunderstorm. Die meisten Velomobile sind allerdings in leichter Monocoque-Bauweise aus GFK und CFK gefertigt. Das Alleweder hat hingegen ein Monocoque aus genieteten Aluminiumblechen. Das Pedicar wurde bereits in den 1970er Jahren als vierrädriges Fahrzeug mit Stahlrahmen und automobilähnlichem Aufbau einschließlich Heckklappe gefertigt.

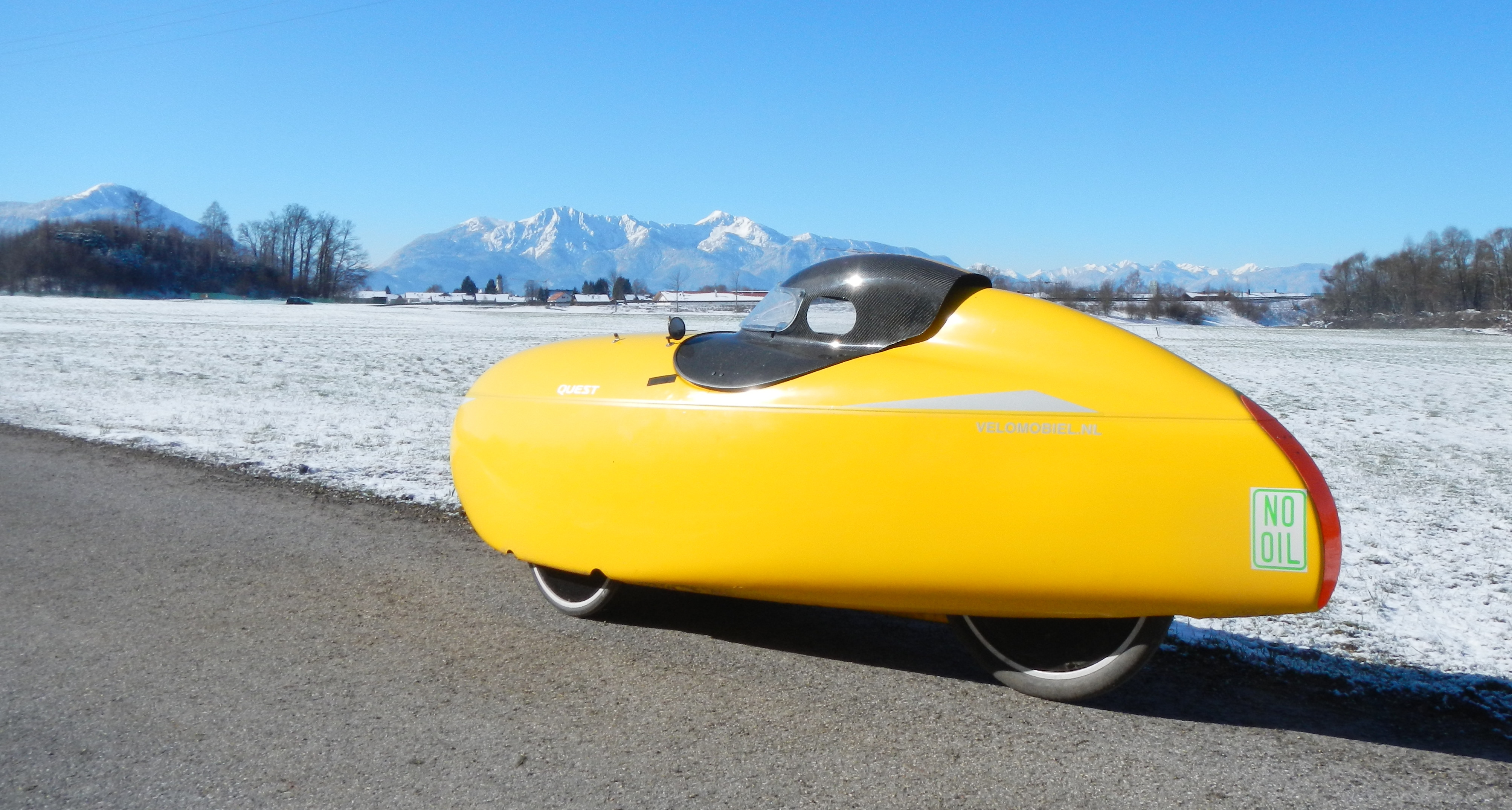
Quest mit Haube

Velomobile werden sowohl vollständig geschlossen als auch in halboffener Bauform gefertigt. Bei letzterer ist der Kopf des Fahrers im Freien. In der Praxis unterscheiden sich die beiden Bauformen vor allem im Wetterschutz, beim Luftwiderstand und bei den Sichtverhältnissen bei Regen und Schnee. Manche Velomobile haben abnehmbare Kopfhauben, sodass sie sowohl offen als auch geschlossen gefahren werden können. Im Prinzip können alle Velomobile zusätzlich mit einem Elektromotor ausgestattet werden.
Das Leergewicht kommerziell erhältlicher Velomobile liegt allgemein zwischen 20 und 40 kg. Velomobile sind bis auf wenige Exemplare Einsitzer. Um den Luftwiderstand niedrig zu halten, wird bei modernen Velomobilen sehr auf eine gute Stromlinienform geachtet. Sie haben in der Regel drei Räder, wobei die sogenannte Tadpole-Bauform mit zwei Vorderrädern und einem Hinterrad am meisten verbreitet ist.
Vollverschalte Liegeräder mit zwei Laufrädern werden im Allgemeinen nicht als Velomobil, sondern als Streamliner bezeichnet. Streamliner sind fast ausschließlich bei Rennen und Rekordfahrten zu sehen, da sie eine bedeutend höhere Seitenwindempfindlichkeit aufweisen als ein mehrspuriges Fahrzeug. Vollverschalte Liegeräder für Rekordfahrten haben nicht einmal Löcher für die Füße, sodass das Anfahren und Anhalten nur mit Hilfe von außen möglich ist.
Vierrädrige Velomobile sind selten, denn mit ihrem etwas höheren Gewicht und Windwiderstand sind sie im Vergleich zu dreirädrigen Konstruktionen langsamer, aber bieten ein besseres Kurvenverhalten und (wie z. B. das Quatrevelo) einen größeren Stauraum. Zudem bleibt das Fahrverhalten auch bei einem Reifenplatzer am Hinterrad gut beherrschbar, während ein hinterer Reifenplatzer bei dreirädrigen Velomobilen und höheren Geschwindigkeiten schnell zum Kontrollverlust führen kann. Velomobile erreichen schon bei mäßigem Gefälle Geschwindigkeiten von 70–100 km/h.
Mit dem vollverkleideten Liegedreirad Vector erzielte 1986 erstmals ein Fahrer 100 km/h am Fahrrad – mit Muskelkraft, in der Ebene ohne Windschatten.

## Vor- und Nachteile gegenüber dem Fahrrad

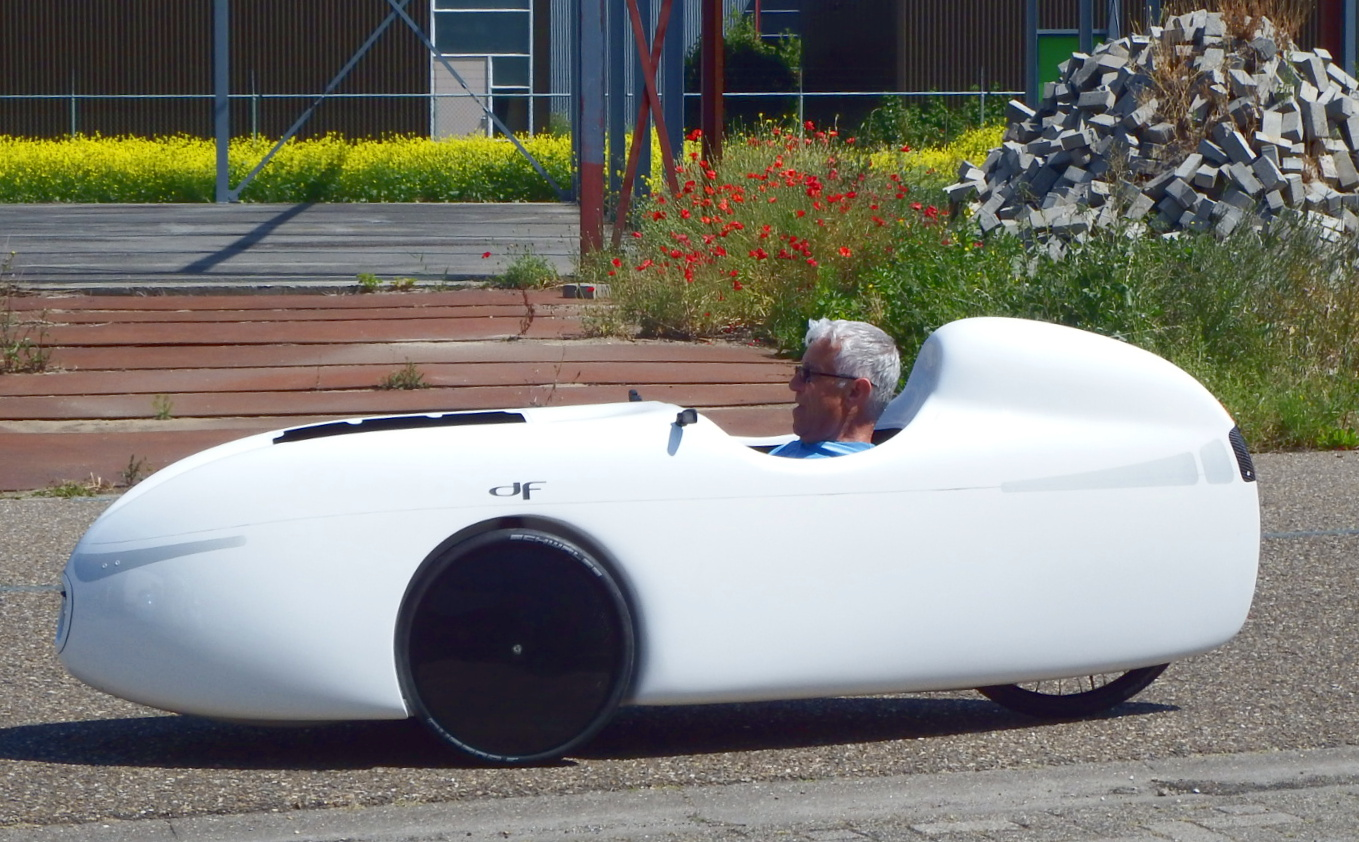
DF

Geschwindigkeitsvorteile der Velomobile beruhen in erster Linie auf dem wesentlich niedrigeren Luftwiderstand, der sich aus einem niedrigen Luftwiderstandsbeiwert (cw) sowie der im Vergleich zum klassischen Fahrrad kleineren Frontfläche ergibt. So werden exemplarisch cw*A-Werte von 0,09 erreicht. Velomobile sind damit bei gleich starkem Fahrer bei den erreichbaren Maximal- und Reisegeschwindigkeiten klassischen Fahrrädern deutlich überlegen. Wenn etwa auf einem Hollandrad mit 180 W rund 24 km/h erreicht werden, erzielt ein Velomobil mit der gleichen Leistung 44 km/h.
Dieser Vorteil macht sich jedoch nur in der Ebene und bei Gefälle bemerkbar, denn beim Beschleunigen und an Steigungen wird das höhere Gewicht zur dominanten Größe. Mit einer entsprechend ausgelegten Gangschaltung sind jedoch auch Steigungen zu bewältigen. Dreirädrige Velomobile sind bei sehr geringen Geschwindigkeiten zudem fahrstabiler als Zweiräder, die permanent balanciert werden müssen, und können zum Beispiel auf glattem Untergrund nicht umkippen.
Ihre geringe Verbreitung kann auch durch den hohen Preis erklärt werden – zum Beispiel kostete das Alleweder als Bausatz ab ca. 2700 Euro; Cab Bike ab ca. 4600 Euro. Velomobile werden bisher ausnahmslos von Hand in Kleinserie gebaut. Die Konzeption eines kostengünstigen, alltagsorientierten Velomobils sowie mögliche Strategien zur Erreichung der für die Massenfertigung notwendigen Stückzahlen waren Gegenstand des Forschungsprojekts RegInnoMobil.
Ein wesentlicher Vorteil gegenüber Fahrrädern (ohne Anhänger) ist der größere Stauraum, der sich verschließen lässt und von außen nicht einzusehen ist. Eine modulare Erweiterung analog dem Fahrrad mit Satteltaschen, Lowrider, Rucksack, Korb oder Anhänger ist allerdings meist nicht vorgesehen.
Wegen des höheren Gewichts und der größeren Abmessungen sind Velomobile beispielsweise in einem Fahrradkeller schwieriger unterzustellen als herkömmliche Fahrräder und lassen sich auch nur schwierig über Treppen transportieren. Transporte mit der Bahn sind meist nicht möglich oder nur vereinzelt in speziellen Waggontypen.

## Alltags- und Wettertauglichkeit

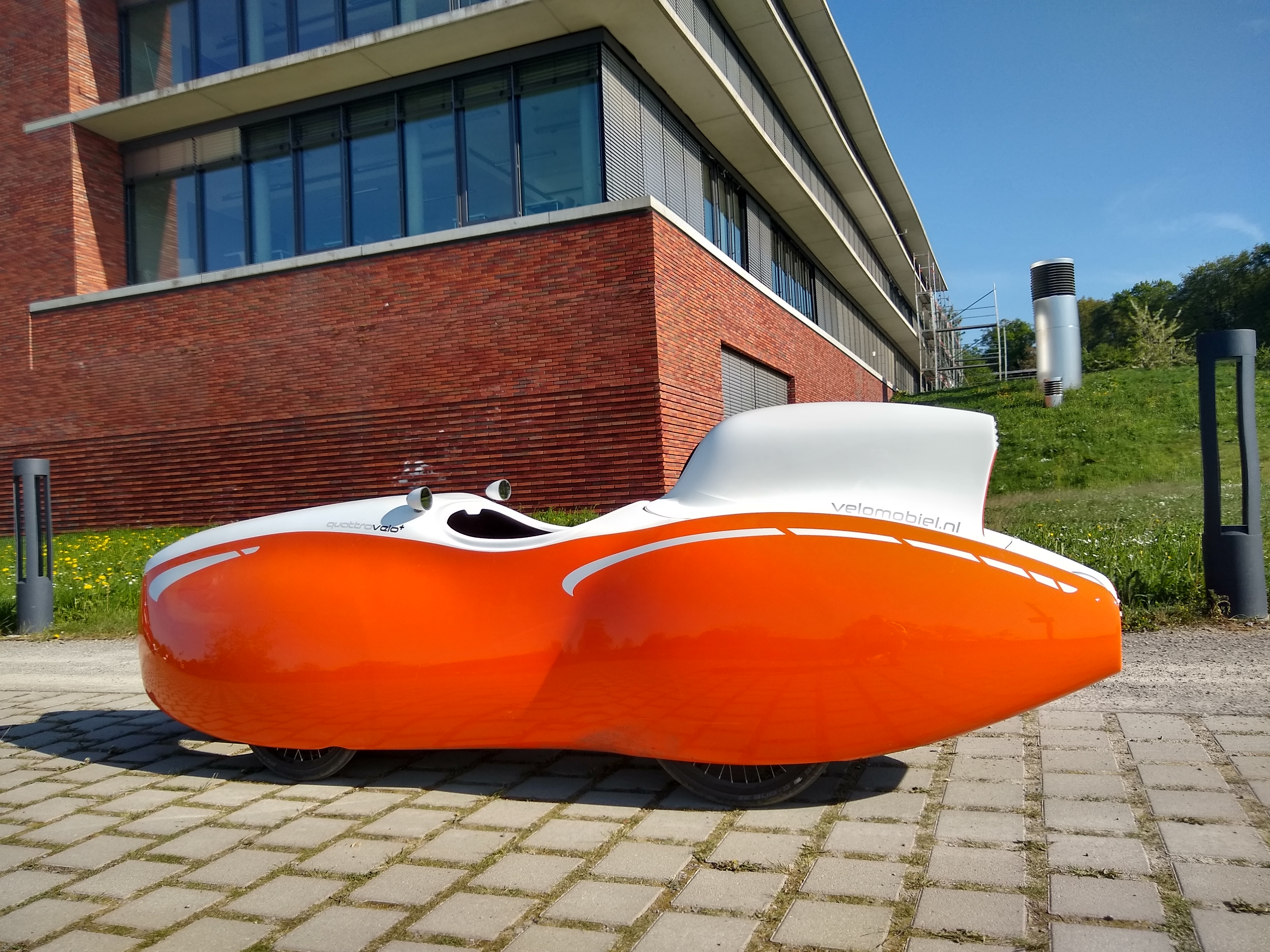
Quatrevelo

Im Vergleich zu herkömmlichen Fahrrädern bieten geschlossene Velomobile hervorragenden Wetterschutz vor Wind, Regen, Schnee, Hagel und Kälte. Sie können meist ohne Regenschutzkleidung gefahren werden. In Velomobilen, bei denen der Kopf des Fahrers dem Fahrtwind ausgesetzt ist, sind jedoch Mütze oder Helm erforderlich. Alternativ dazu bietet zum Beispiel der Hersteller des Versatile ein leichtes, halboffenes und klappbares Dach an, das sich auch an vielen anderen offenen Velomobilen montieren lässt. Die meisten Velomobile können weitgehend als allwettertaugliche Ganzjahresfahrzeuge bezeichnet werden. Einschränkungen gelten für Fahrten bei Schnee, da hier die Traktion des Antriebsrades stark nachlässt. Ab einer bestimmten Schneehöhe kann außerdem die Verschalung aufsetzen. Das Überwinden von Schneehindernissen ist problematisch, auch unzureichende Wege können eine Herausforderung darstellen.
Die durch die körperliche Anstrengung produzierte Wärme reicht aus, um für eine angenehme Temperatur innerhalb der Verschalung zu sorgen. Die meisten Velomobile bieten zudem Stauraum für kleine bis mittlere Transporte von Reisegepäck oder Einkäufen, sodass die Fahrzeuge in verschiedenen Alltagssituationen eingesetzt werden können. Entscheidender Faktor bei der Alltagstauglichkeit eines Velomobils ist die Belüftung. Ist bei einem Velomobil eine ausreichende Belüftung nicht gewährleistet, so beschlagen die Scheiben und die Sicht wird unter Umständen stark beeinträchtigt. Auch sonst kann es im Innenraum zur Kondenswasserbildung kommen, wodurch sich in den zumeist geschlossenen Bodenwannen teilweise sogar Pfützen bilden können. Bei sommerlichen Temperaturen ab 30 Grad aufwärts heizen sich Velomobile mit schlechtem Kühlkonzept stark auf. Andererseits bleibt der Fahrer bei geschlossenen Velomobilen ohne große Fensterflächen von den heizenden Sonnenstrahlen verschont. Gut funktionierende Fahrtwindkühlung ist ein wichtiges Merkmal bei der Konstruktion dieser Fahrzeuge.

## Umweltschutz und Verhältnis zu Kraftfahrzeugen

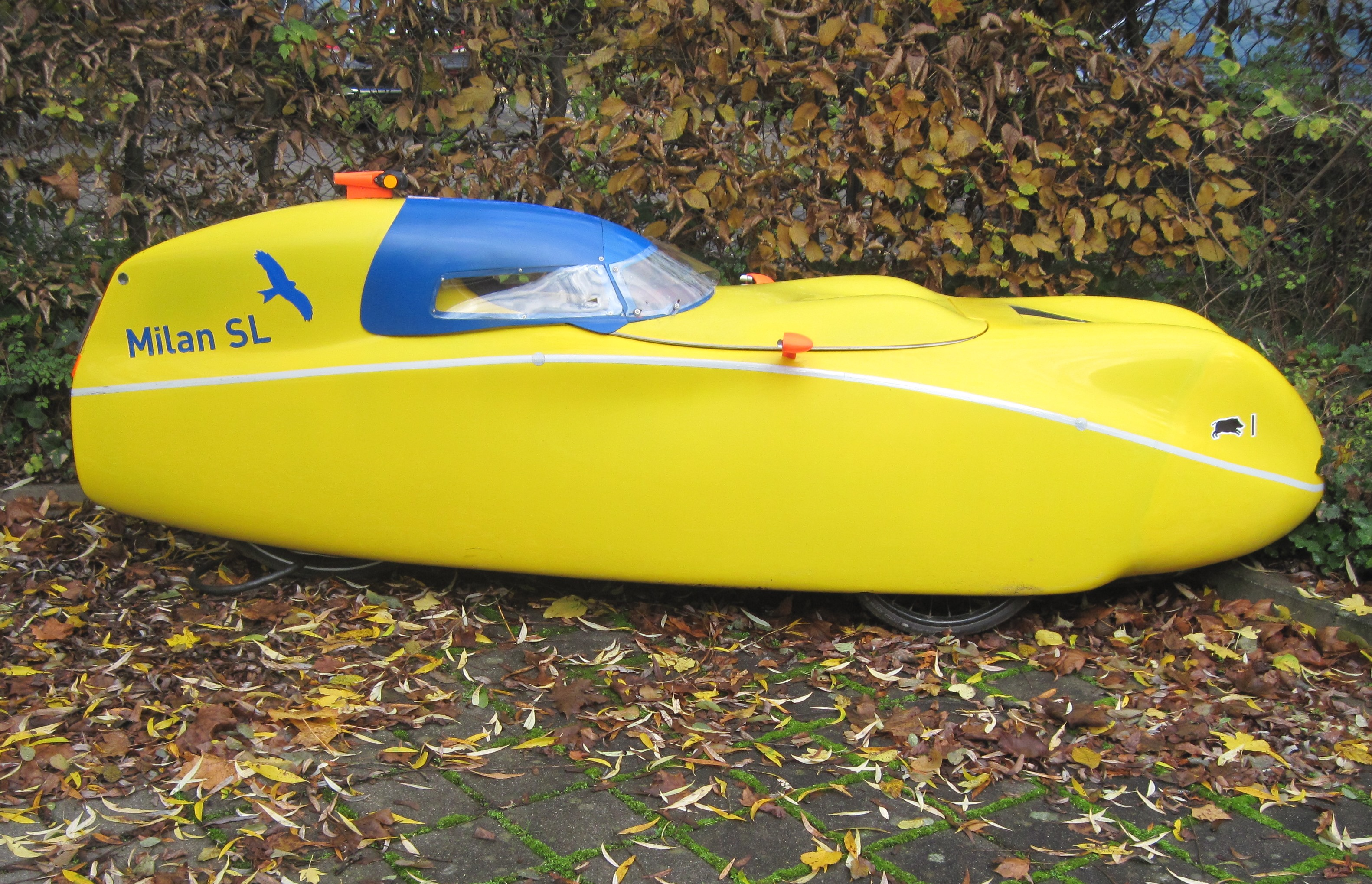
Milan-SL

Verglichen mit dem Auto sind Velomobile als umweltschonende Niedrigstenergie-Verkehrsmittel für den Alltagsgebrauch zu sehen. Elektroantriebe zur Ergänzung der Muskelkraft werden manchmal gegen Aufpreis angeboten bzw. können wie bei herkömmlichen Fahrrädern nachgerüstet werden. Vergleichsweise einfach ist die Umrüstung zum sogenannten Pedelec; hier leistet der Motor lediglich eine Tretunterstützung, die oberhalb von 25 km/h endet. Wird ein Velomobil mit einem Motor ausgestattet, der auch das Fahren ganz ohne Mittreten erlaubt bzw. der Tretunterstützung bis 45 km/h ermöglicht, wird das Fahrzeug versicherungspflichtig; die Zulassung eines solchen Antriebs als Einzelumbau ist extrem aufwendig und kostspielig. Einige Hersteller bieten die dann S-Pedelec genannten Fahrzeuge, die ein Versicherungskennzeichen wie Mofas oder Kleinkrafträder tragen müssen, ab Werk an. In Deutschland gelten S-Pedelecs, anders als Pedelecs, nicht mehr als Fahrrad, sondern wurden anfangs als Leichtmofas klassifiziert. Diese dürfen innerorts ohne die Beschilderung „Mofa frei“ () nicht auf Radwegen benutzt werden. Außerhalb geschlossener Ortschaften dürfen als Leichtmofa zugelassene S-Pedelecs wie auch Mofas auf Radwegen benutzt werden. Seit einigen Jahren werden S-Pedelecs aber nur noch als Kleinkraftrad zugelassen, Radwege dürfen mit diesen gar nicht mehr benutzt werden, ebenso keine Feld- oder Waldwege.

## Sicherheit
Die geringe Verbreitung von Velomobilen lässt keine statistisch belegbaren Aussagen über die Sicherheit zu.
Die Fahrstabilität von dreirädrigen Velomobilen wird in erster Linie von Spurweite und Höhe des Fahrzeugschwerpunktes bestimmt. Die Mehrzahl der Velomobile ist ausreichend kippstabil. Wie die Praxis zeigt, sind jedoch auch Velomobile nicht vor dem Umkippen gefeit. Die Karosserie von Velomobilen ist nicht mit modernen Fahrgastzellen von Kraftfahrzeugen vergleichbar. Die meist sehr leichten Verschalungen bieten bei einer Kollision aber immerhin ein wenig Schutz. Bei Velomobilen aus faserverstärkten Kunststoffen kann es durch Splitterung des Materials allerdings zu Verletzungen kommen. Einige Hersteller, wie z. B. der tschechische Hersteller Katanga beim WAW, bieten deshalb ihre Velomobile mit einer bruch- und splittersicheren Schicht aus Aramidgewebe auf der Innenseite der Karosserie an.
Ein Vorteil von Velomobilen ist die liegende Position des Fahrers. Ein Aufprall auf ein von vorn kommendes Hindernis erfolgt so zuerst mit den Füßen und nicht mit dem Kopf. Bei kleineren Unfällen wird außerdem verhindert, dass der Fahrer vom Rad fällt. Stürze sind bei normalen, unverkleideten Fahrrädern die Hauptursache für Verletzungen. Positiv ist zu sehen, dass die Verkleidung bei Unfällen Verletzungen durch den direkten Kontakt zur Straße oder einem leichten Unfallgegner verhindern oder doch zumindest deutlich verringern kann.
Die meist niedrige Sitzhöhe verringert die Übersicht des Fahrers, Gurte sind nicht vorhanden, ein besonderer Kopfschutz oder Überrollbügel fehlt bei den meisten Bauarten.

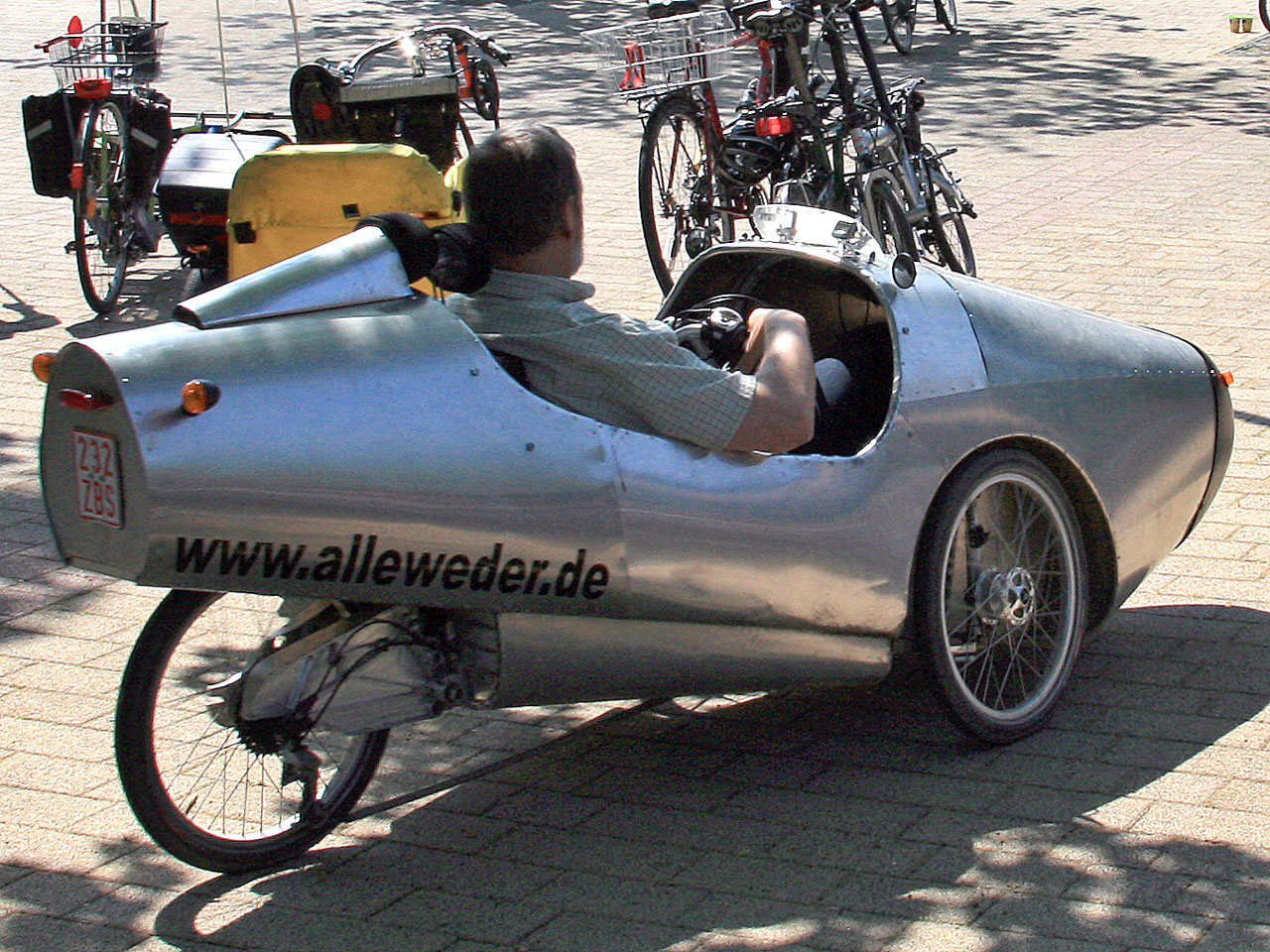
Offenes Velomobil (Alleweder)
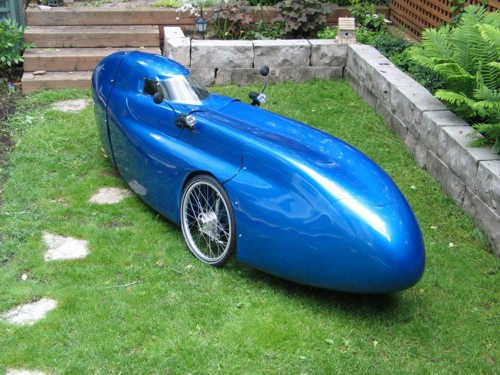
Waw
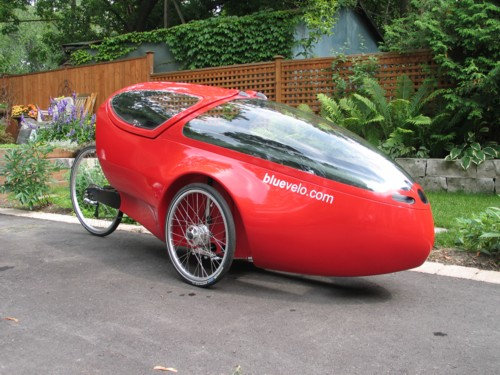
Go-one3